# Sant Llorenç de Casterner de les Olles
Sant llorenç de Casterner de les Olles és l'església romànica tardana del poble de Casterner de les Olles, en el terme actual de Tremp, dins de l'antic terme d'Espluga de Serra.
Havia tingut el caràcter de parroquial, i en depenien com a sufragànies les esglésies de Llastarri, Enrens i Trepadús. Més modernament, però, passà a dependre de Sopeira, i les dues darreres foren adscrites a Viu de Llevata. Fou consagrada el 1349. Fou comprada, juntament amb el castell de Casterner, per l'abat d'Alaó, que es feu així amb el senyoriu del lloc.
És una església tardana, consagrada, potser per segon cop, el 1394.